# Xurəl
Xurəl är en ort i Azerbajdzjan.   Den ligger i distriktet Qusar Rayonu, i den nordöstra delen av landet, 170 km nordväst om huvudstaden Baku. Xurəl ligger 909 meter över havet och antalet invånare är 1 061.
Terrängen runt Xurəl är kuperad. Närmaste större samhälle är Quba, 15,7 km sydost om Xurəl. 
Omgivningarna runt Xurəl är en mosaik av jordbruksmark och naturlig växtlighet. Runt Xurəl är det ganska glesbefolkat, med 48 invånare per kvadratkilometer.